# Pseudonicsara dodinga
Pseudonicsara dodinga är en insektsart som beskrevs av Sigfrid Ingrisch 2009. Pseudonicsara dodinga ingår i släktet Pseudonicsara och familjen vårtbitare. Inga underarter finns listade i Catalogue of Life.